# Austrolycus laticinctus
Austrolycus laticinctus és una espècie de peix de la família dels zoàrcids i de l'ordre dels perciformes.

## Morfologia
- Els mascles poden assolir 82,4 cm de longitud total.[4][5]

## Hàbitat
És un peix marí, de clima temperat i demersal.

## Distribució geogràfica
Es troba des de Puerto Deseado (l'Argentina) fins a la Terra del Foc.

## Observacions
És inofensiu per als humans.